# 縄文邑

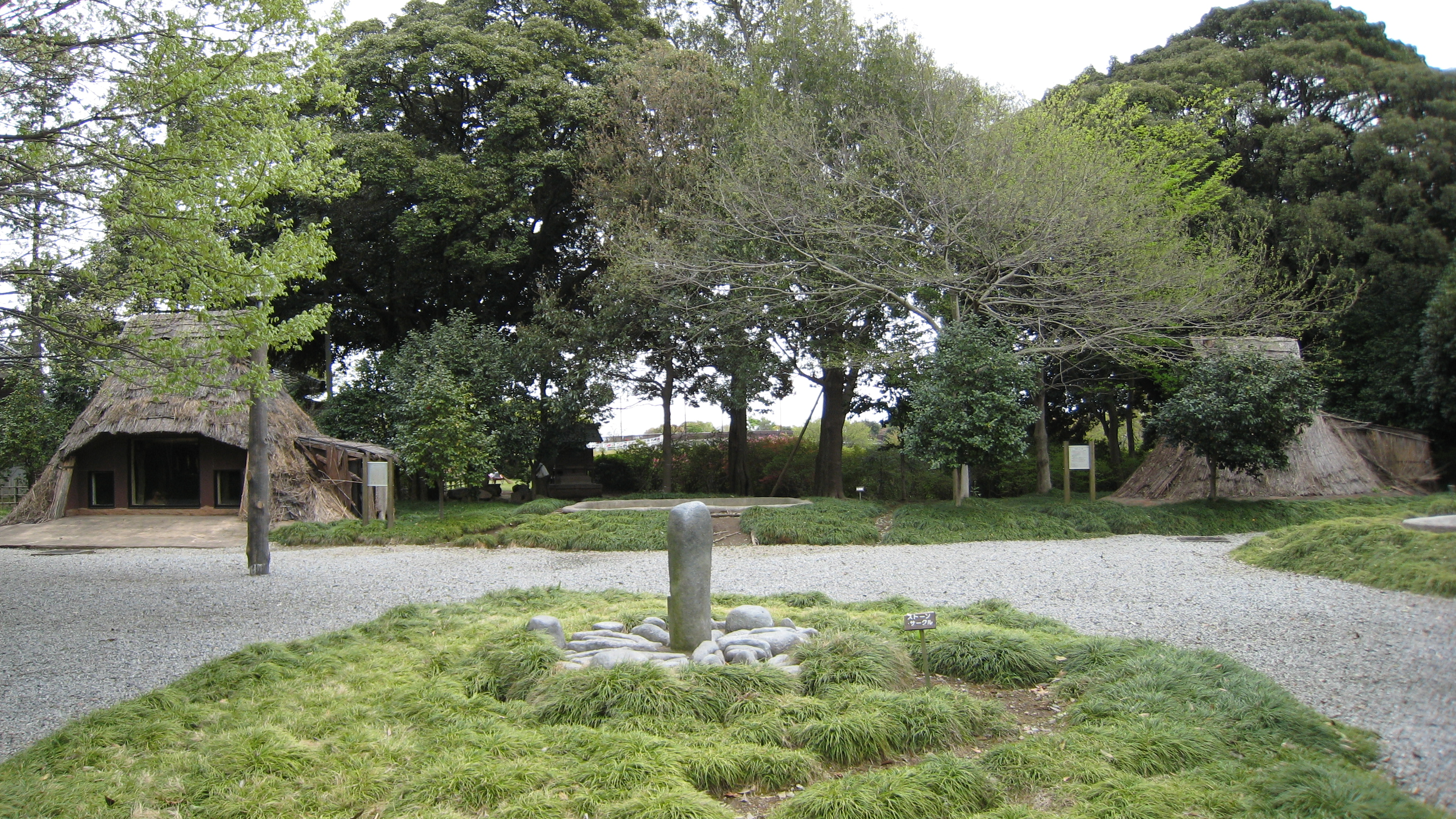
復元住居とストーンサークル

縄文邑（じょうもんむら）は、間堀遺跡（館林市赤生田町字上ノ前）の発掘調査をもとに、今から4500年ほど昔の縄文時代のムラを再現したものである。

## 所在地
群馬県館林市城町2番（向井千秋記念子ども科学館、田山花袋記念文学館の南側）

## 展示配置物
- 復元住居
- 貯蔵穴
- 集石炉
- ストーンサークル
- 住居跡
- 内部復元住居
- 照葉樹の林
- 落葉広葉樹の林